# Annulohypoxylon nothofagi
Annulohypoxylon nothofagi är en svampart som först beskrevs av Y.M. Ju & J.D. Rogers, och fick sitt nu gällande namn av Y.M. Ju, J.D. Rogers & H.M. Hsieh 2005. Annulohypoxylon nothofagi ingår i släktet Annulohypoxylon och familjen kolkärnsvampar.   Inga underarter finns listade i Catalogue of Life.